# Caio Júlio César (pretor em 92 a.C.)
Caio Júlio César (em latim: Gaius Iulius Caesar; Roma, 140 a.C. — Pisa, 85 a.C.) foi um patrício, general, pretor, e político romano. Foi o pai de Júlio César e um senador da República Romana. Ele viveu desde 140 a.c. a 85 a.c., era casado com Aurélia Cota, apoiante e cunhado de Caio Mário.
De acordo com o genealogista inglês William Berry, Caio e sua irmã Júlia eram filhos de Caio Júlio César (filho de Caio) e Márcia, filha de Quinto Márcio Rex. Seu bisavô (ou seja, o trisavô de Júlio César) seria o tribuno militar Sexto Júlio César.
Sua irmã Júlia foi a mãe de Caio Mário, o Jovem, filho  de Caio Mário.

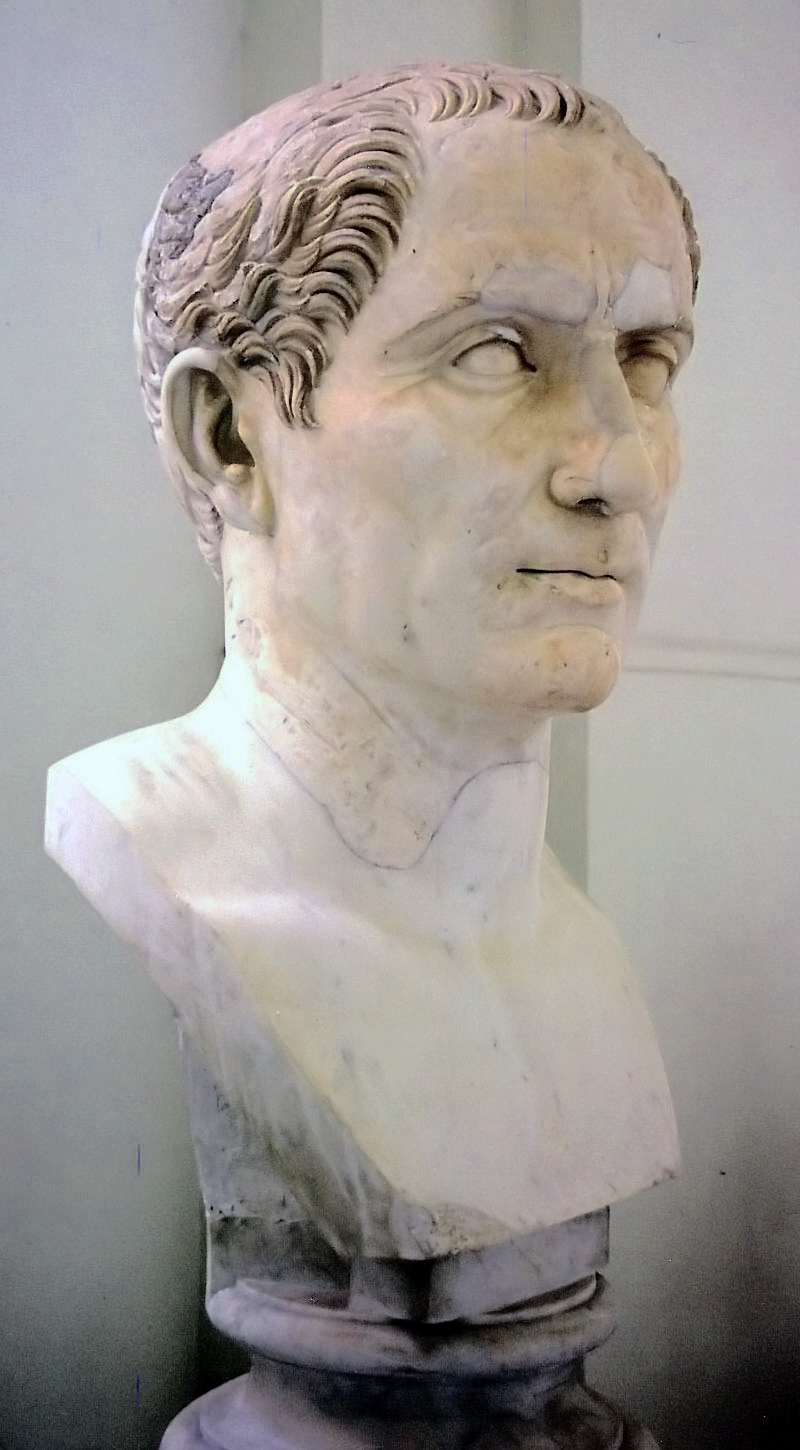
Júlio César

No casamento com Aurélia Cota teve duas filhas, Júlia Maior, que se casou com Lúcio Pinário  e com Quinto Pédio, e Júlia Menor, avó do futuro imperador Augusto, e um filho Júlio César.
Morreu quando Júlio César tinha dezesseis anos. Com sua morte em Pisa, César deixou a educação de seu filho Júlio César nas mãos de um dos melhores oradores de Roma, Marco Antônio Grifo. Seus bens foram deixados de herança para Júlio César, mas, quando a facção de Caio Mário foi derrotada na Guerra Civil da República Romana, sua herança foi confiscada por Lúcio Cornélio Sula.